# Risiocnemis arator
Risiocnemis arator är en trollsländeart som beskrevs av Hämäläinen 1991. Risiocnemis arator ingår i släktet Risiocnemis och familjen flodflicksländor. Inga underarter finns listade i Catalogue of Life.